# Exocentrus densefuscosticticus
Exocentrus densefuscosticticus là một loài bọ cánh cứng trong họ Cerambycidae.